# MTB Halls Team
MTB Halls Team powstał na początku 2007 roku. Oficjalnie grupa została zaprezentowana 1 lutego 2007 na konferencji prasowej w hotelu Intercontinental Warszawa. MTB Halls Team zajął miejsce poprzedniej zawodowej grupy kolarzy MTB – Lotto Team. Dyrektorem sportowym grupy został Andrzej Piątek, ten sam, który był szefem grupy Lotto Team. W związku z wycofaniem się z grupy głównego sponsora, firmy Cadbury Wedel (właściciela firmy Halls), z dniem 1 stycznia 2009 roku Halls Professional MTB Team przestał istnieć.

## Skład grupy MTB Halls Team w sezonie 2007 i 2008
- Maja Włoszczowska
- Anna Szafraniec
- Magdalena Sadłecka
- Aleksandra Dawidowicz
- Marcin Karczyński
- Dariusz Batek
- Kornel Osicki

## Reszta zespołu
- Ryszard Szurkowski – mentor zespołu
- Andrzej Piątek – dyrektor sportowy / trener
- Grzegorz Dziadowiec – asystent trenera
- Hubert Grzebinoga – mechanik
- Mariusz Rajzer – fizjoterapeuta
- Prof. dr hab. Dmytro Poliszczuk – fizjolog
- dr med. Robert Pietruszyński – lekarz zespołu

## Osiągnięcia i sukcesy
- W Polsce
  - Maja Włoszczowska wygrała klasyfikację Pro Ligi kobiet 2007
  - Maja Włoszczowska Mistrzynią Polski w wyścigu elity kobiet ze startu wspólnego 2007
  - Dariusz Batek Wicemistrzem Polski w wyścigu orlików 2007
- Na świecie
  - W opublikowanym 30 maja 2007 rankingu UCI dla grup MTB MTB Halls Team zajął pierwsze miejsce